# Таматія біловуса
Таматія біловуса (Malacoptila mystacalis) — вид дятлоподібних птахів родини лінивкових (Bucconidae).

## Поширення
Вид поширений в Колумбії та Венесуелі. Його природними середовищами існування є субтропічні та тропічні сухі ліси, субтропічні та тропічні вологі низинні ліси, субтропічні та тропічні вологі гірські ліси та сильно деградований колишній ліс.

## Опис
Птах завдовжки до 22 см, вагою до 50 г. Це пухкий птах з великою головою, довгим хвостом і товстим чорним дзьобом із загнутим донизу кінчиком. Верхня частина тіла коричневого кольору з множинними світло-жовтими цяточками. Горло та груди помаранчево-коричневі. Черево біле з коричневими смужками.